# Heteroplopomus
Heteroplopomus is een monotypisch geslacht van straalvinnige vissen uit de familie van grondels (Gobiidae).

## Soort
- Heteroplopomus barbatus (Tomiyama, 1934)